# اوحرید، بلغارستان
اوحرید (به بلغاری: Ohrid) روستایی در بلغارستان است که در شهرستان بویچینوفتسی واقع شده‌است.